# Caminhos de Ferro Portugueses
Caminhos de Ferro Portugueses era l'operatore ferroviario di Stato creato nel 1975 in seguito alla nazionalizzazione della Companhia dos Caminhos de Ferro Portugueses in Portogallo.
Nel 2009 venne scorporata in Comboios de Portugal e Rede Ferroviária Nacional.

## Storia
Nonostante i tentativi di rilancio la situazione del trasporto ferroviario in Portogallo continuò a degradarsi negli anni sessanta e settanta. La Companhia dos Caminhos de Ferro Portugueses, a causa della precarietà economica, si rivelava sempre più in difficoltà nel mantenere il livello delle prestazioni fornite.
Nel 1973 il governo, con decreto legge n. 104/73, autorizzò il Ministro delle Comunicazioni a rivedere il precedente contratto di concessione alla "Companhia" sostituendolo con uno nuovo.
Tuttavia la situazione politica in Portogallo cambiò bruscamente in seguito alla Rivoluzione del 25 aprile del 1974; una serie di inchieste mise in luce seri problemi di organizzazione del lavoro che erano stati occultati dal vecchio regime autoritario. I provvedimenti presi nel tentativo di risoluzione di questi provocarono ulteriore dissesto alla già instabile situazione finanziaria della società. Un ulteriore colpo lo sferrarono le crisi petrolifere degli anni settanta; il nuovo governo non intese favorire compromessi con la vecchia società, le cui ridotte possibilità economiche ridussero ulteriormente la capacità operativa anche nella manutenzione degli impianti e del materiale rotabile.
Nel 1975 fu decisa la nazionalizzazione dell'azienda che confluì nelle Caminhos de Ferro Portugueses; il cambiamento produsse i suoi effetti maggiori quando l'azienda venne interamente subordinata alle direttive del governo.
Il 6 novembre 1997 il Consiglio di Amministrazione approvò una delibera con la quale venivano istituite delle Unità amministrative con una certa autonomia gestionale per rispondere alle nuove esigenze di mercato. Vennero costituite tra l'altro CP Longo curso e CP regional.
L'impresa pubblica venne infine profondamente modificata dal Decreto Legge n. 137-A del 2009 che scorporò la gestione del servizio, affidandola al nuovo Ente pubblico economico denominato Comboios de Portugal, dalla gestione dell'infrastruttura affidata a Rede Ferroviária Nacional.

## Presidenti del consiglio di amministrazione
| Nome                          | Mandato   |
| José Augusto Fernandes        | 1975÷1976 |
| Amílcar Marques               | 1976÷1980 |
| José Ricardo Marques da Costa | 1980÷1982 |
| António Queirós Martins       | 1982÷1986 |
| Carvalho Carreira             | 1986÷1993 |
| Pedro Alves                   | 1993÷1994 |
| António Brito da Silva        | 1994÷1996 |
| Manuel Frasquilho             | 1996÷1997 |
| Crisóstomo Teixeira           | 1997÷2003 |
| Ernesto Martins de Brito      | 2003÷2004 |
| António Manuel Palma Ramalho  | 2004÷2006 |
| Francisco Cardoso dos Reis    | 2006÷2009 |